# USA:s Grand Prix 2004
USA:s Grand Prix 2004 var det nionde av 18 lopp ingående i formel 1-VM 2004.

## Rapport
Kvalet kom att bli en duell mellan Ferrariförarna Michael Schumacher och Rubens Barrichello. Barrichello var den som tog säsongens första pole position på sin favoritbana, före Michael Schumacher som denna gång hade en liten annorlunda inställning på bilen. Takuma Sato revanscherade sig efter de senaste tävlingarnas motorhaverier och stod trea före stallkollegan Jenson Button i BAR. I det tredje startledet stod Juan Pablo Montoya och Ralf Schumacher i de mindre framgångsrika Williamsbilarna. Kimi Räikkönen i McLaren gjorde en tapper insats och stod sjua, medan Olivier Panis i Toyota stod på den åttonde rutan. I det femte ledet stod Fernando Alonso i Renault och Mark Webber i Jaguar. Alonsos stallkollega Jarno Trulli var den ende som inte fullgjorde sitt kvalvarv eftersom hans bil hade ett transmissionsfel och fick därmed starta sist.
Barrichello tog starten och ledde igenom första kurvan. Michael Schumacher hängde på. En smärre startkrasch blev resultatet i första kurvan, där Gianmaria Bruni, Giorgio Pantano, Felipe Massa och Christian Klien var inblandade. Säkerhetsbilen kom ut omedelbart och funtionärerna plockade bort bildelar från banan.
När omstarten gick var inte Barrichello riktigt med på noterna varför en kallt kalkylerade Michael Schumacher, som hade bättre fart ut på start- och målrakan, med knapp marginal kunde passera Barrichello över startlinjen.
Tävlingen fortskred tills nästa krasch var ett faktum. Alonso körde av i första kurvan på grund av en punktering, hans bil utgjorde dock ingen fara. Farligt blev det däremot när Ralf Schumacher ett varv senare när kraschade svårt in i sista kurvan och blev sittande i bilen under en längre tid, han hade dock klarat kraschen utan allvarliga skador. Säkerhetsbilen kom ut ännu en gång och under tiden gjorde Ferrariförarna och de flesta andra sitt första depåstopp. Barrichellos stopp visade sig ta lite längre tid och det såg ut som om man ändrade strategin något. Mycket riktigt hade man fyllt mer bränsle i Barrichellos bil vilket möjliggjorde en längre stint än för stallkollegan Michael Schumacher.
Detta visade sig vara ett genidrag eftersom endast decimetrar till slut skiljde dem, efter att båda gjort sina andra depåstopp. Michael Schumacher hade turen på sin sida och återtog ledningen i loppet. Men Barrichello, som hade fräschare däck och avsevärt bättre grepp, såg många gånger ut att passera den anmärkningsvärt långsamme Michael Schumacher, men fick till slut ge sig och kom tvåa bakom Michael Schumacher.
Sato behöll sin startposition och slutade trea. Han blev därmed den första japanen på 14 år att ta en pallplacering. Trulli tog, mycket tack vare den enorma manfallet, fjärdeplatsen, medan Panis gjorde en kanoninsats och kom femma. Räikkönen och David Coulthard slutade sexa respektive sjua, två varv efter. Åtta kom Zsolt Baumgartner, som därmed tog Minardis första poäng sedan Australiens Grand Prix 2002. Montoya, som bytte till sin reservbil bara sekunder innan start, såg länge ut att ta poäng men blev diskvalificerad från tävlingen på varv 57 på grund av att han lämnade sin ordinarie bil på gridden för sent.

## Resultat
1. Michael Schumacher, Ferrari, 10 poäng
2. Rubens Barrichello, Ferrari, 8
3. Takuma Sato, BAR-Honda, 6
4. Jarno Trulli,  Renault, 5
5. Olivier Panis, Toyota, 4
6. Kimi Räikkönen, McLaren-Mercedes, 3
7. David Coulthard, McLaren-Mercedes, 2
8. Zsolt Baumgartner, Minardi-Cosworth, 1
9. Giancarlo Fisichella, Sauber-Petronas

### Förare som bröt loppet
- Mark Webber, Jaguar-Cosworth (varv 60, motor)
- Nick Heidfeld, Jordan-Ford (40, motor)
- Jenson Button, BAR-Honda (26, växellåda)
- Cristiano da Matta, Toyota (17, växellåda)
- Ralf Schumacher, Williams-BMW (9, olycka)
- Fernando Alonso, Renault (9, olycka)
- Christian Klien, Jaguar-Cosworth (0, olycka)
- Felipe Massa, Sauber-Petronas (0, olycka)
- Giorgio Pantano, Jordan-Ford (0, olycka)
- Gianmaria Bruni, Minardi-Cosworth (0, olycka)

### Förare som diskvalificerades
- Juan Pablo Montoya, Williams-BMW (varv 57)

## VM-ställning
| Förarmästerskapet 1. Michael Schumacher, Ferrari, 80 2. Rubens Barrichello, Ferrari, 62 3. Jenson Button, BAR-Honda, 44 | Konstruktörsmästerskapet 1. Ferrari, 142 2. Renault, 66 3. BAR-Honda, 58 |